# Liste der Sinfonien Ludwig van Beethovens
Diese Liste enthält die Sinfonien des Komponisten Ludwig van Beethoven:
- 1. Sinfonie C-Dur op. 21 (1799/1800), UA 2. April 1800
- 2. Sinfonie D-Dur op. 36 (1802), UA 5. April 1803
- 3. Sinfonie Es-Dur op. 55 „Eroica“ (1803/1804), UA 7. April 1805
- 4. Sinfonie B-Dur op. 60 (1806), UA 15. November 1807
- 5. Sinfonie c-Moll op. 67 [„Schicksalssinfonie“] (1800–1808), UA 22. Dezember 1808
- 6. Sinfonie F-Dur op. 68 „Pastorale“ (1807/1808), UA 22. Dezember 1808
- 7. Sinfonie A-Dur op. 92 (1811/1812), UA 8. Dezember 1813
- 8. Sinfonie F-Dur op. 93 (1811/1812), UA 27. Februar 1814
- 9. Sinfonie d-Moll op. 125 mit Schlusschor über Friedrich Schillers Gedicht An die Freude (1815–1824), UA 7. Mai 1824
- 10. Sinfonie, Fragment